# Stäppvaran

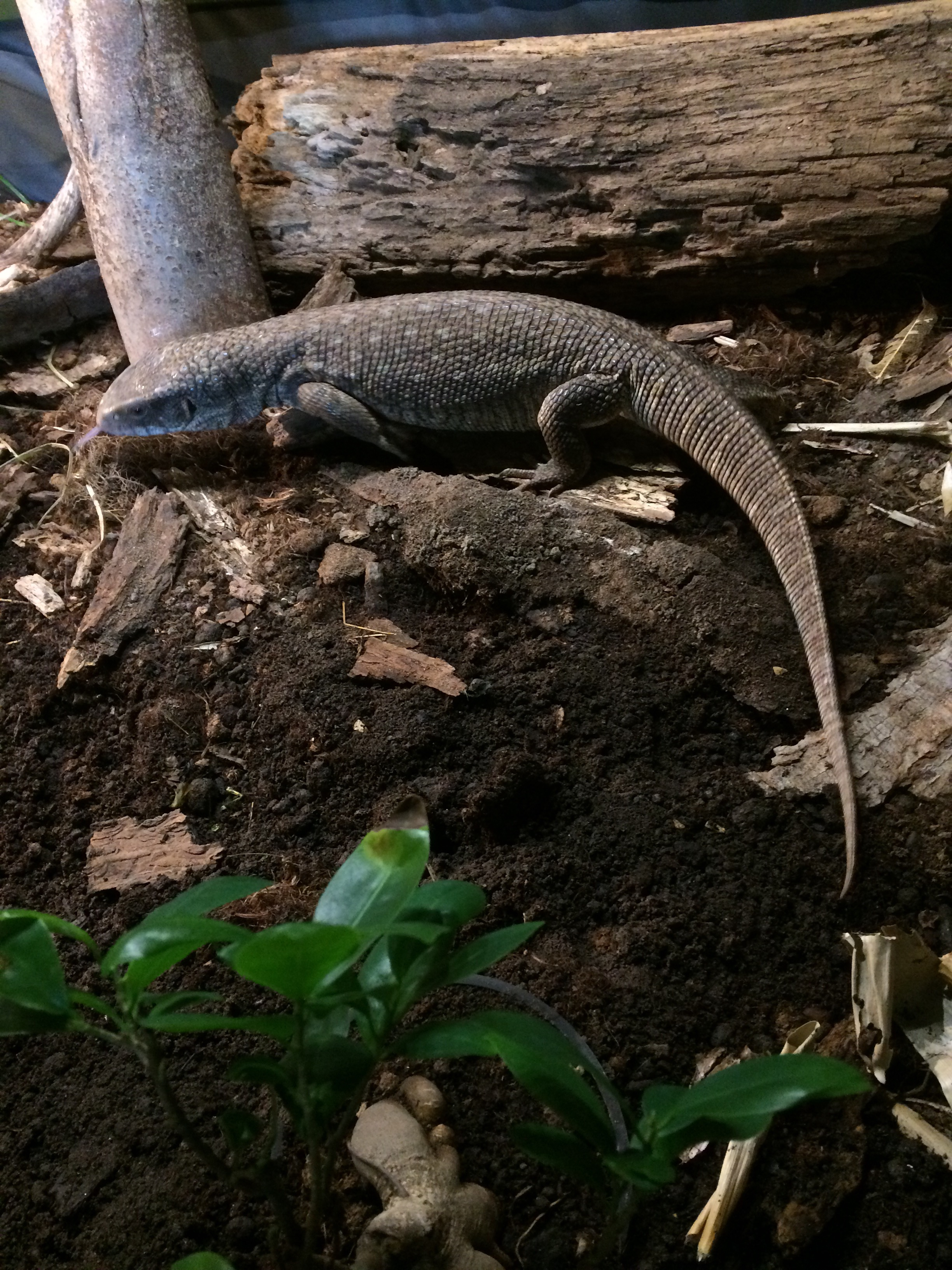
Vuxen stäppvaran (Varanus exanthematicus, bekräftad hona) i fångenskap

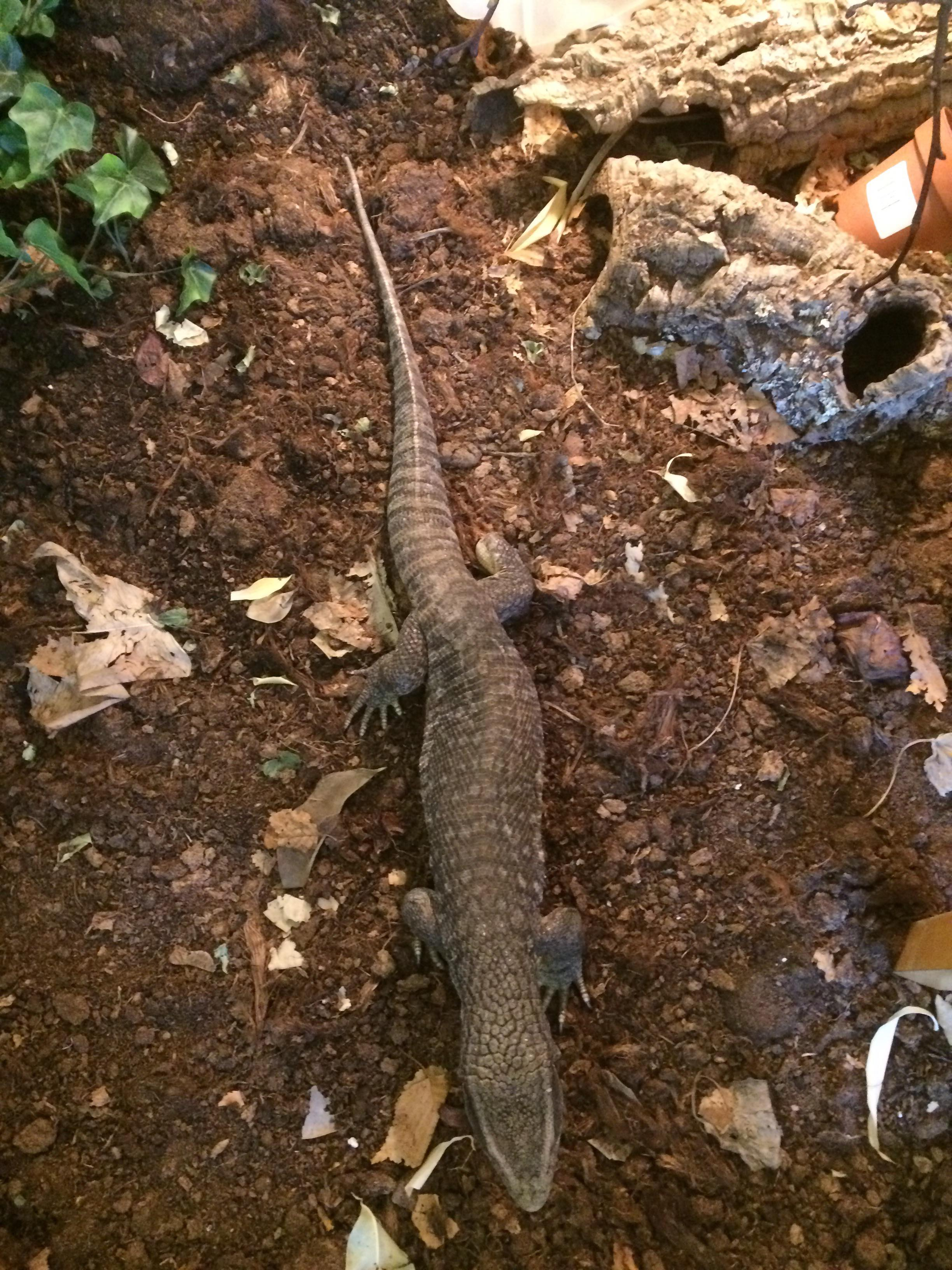
Vuxen stäppvaran (Varanus exanthematicus, förmodad hane) i fångenskap.

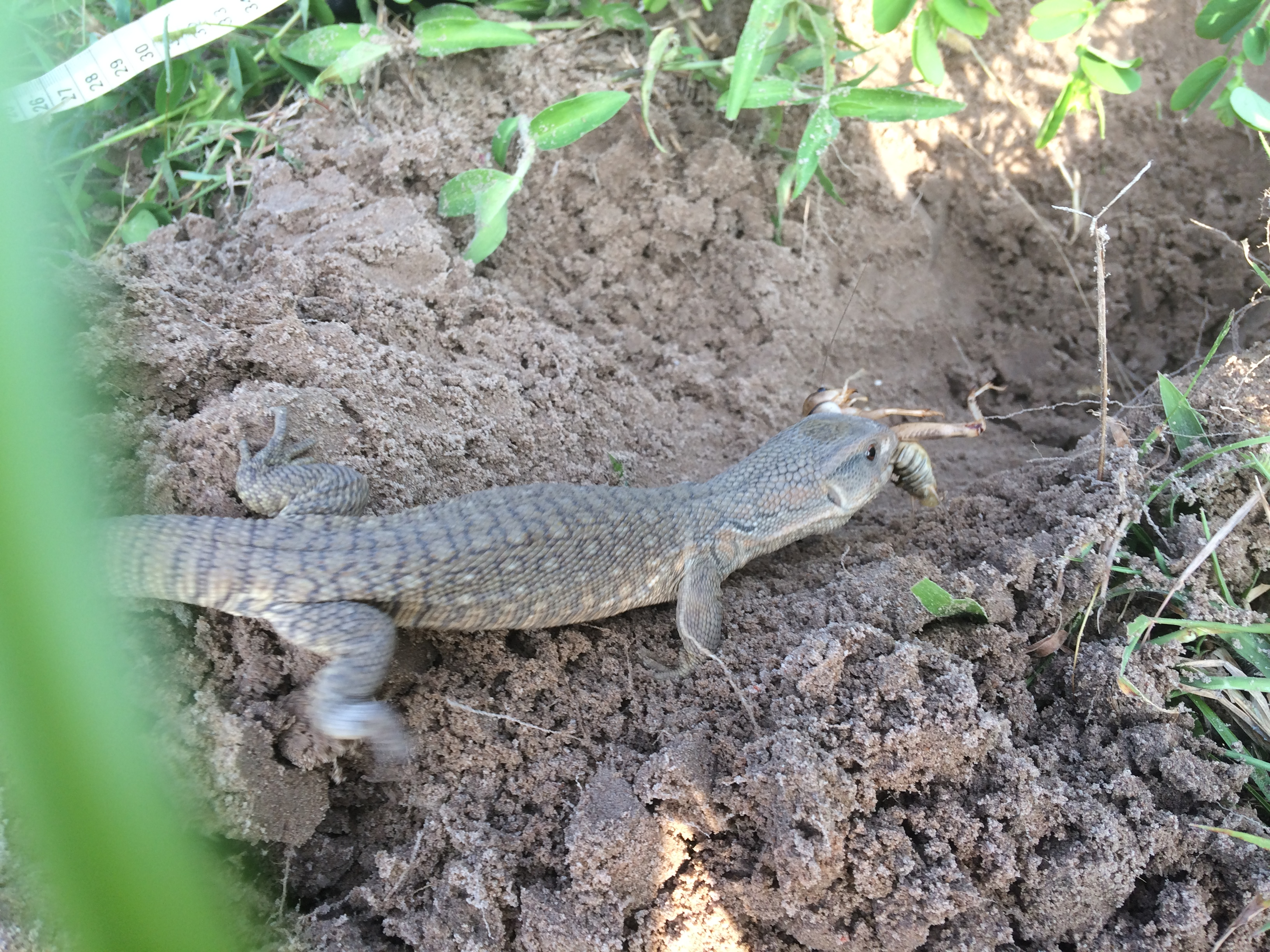
Ung vild stäppvaran(Varanus exanthematicus) med Brachytrupes membranaceus

Stäppvaran (Varanus exanthematicus) är en ödla som tillhör familjen varaner som förekommer i stäpp och savann i norra och centrala Afrika. I det vilda blir de cirka 40–80 cm långa och väger mellan 400 och 2000 gram som vuxna. I fångenskap kan de bli över 100 cm, men ingen så stor har uppmätts i det vilda.Den livnär sig på insekter (särskilt Brachytrupes membranaceus), mollusker, skorpioner (Hottentotta sp. och Pandinus imperator), mångfotingar och amfibier. Majoriteten av de stäppvaraner som hålls i fångenskap finns inte kvar hos den ursprungliga ägaren efter ett år. Av dem som överlever sitt första år i fångenskap blir de flesta överviktiga och lidande av fetma, och dör inom fem år. Nästan ingen lever efter tio år i fångenskap. Honor producerar nästan aldrig ägg i fångenskap. Därför är det extremt få stäppvaraner som avlats i fångenskap. De flesta som hålls som husdjur är fångade i det vilda, eller uppgrävda som ägg från vilda bon, i Västafrika. De länder som står för det mesta av exporten är Ghana, Togo och Benin.
I det vilda så äter vuxna stäppvaraner bara under hälften av året, därefter undergår de diapaus (en särskild sorts fasta) i 6 månader från början av torrperioden till den blötaste delen av regnperioden. I början av diapausen består i genomsnitt 4% av deras kroppsvikt av fett, och efter diapausen ungefär 1-2%.

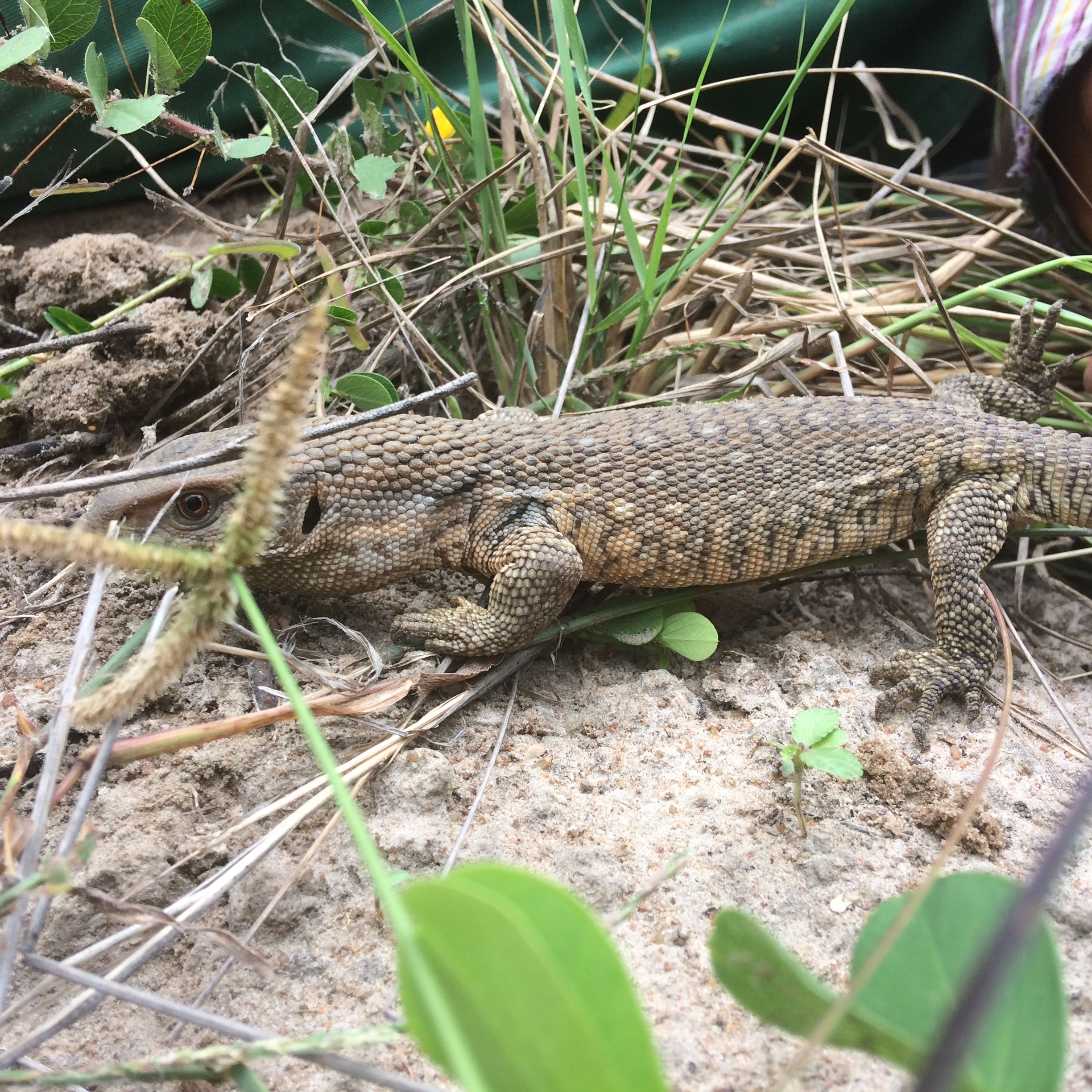
Ung vild stäppvaran (Varanus exanthematicus)

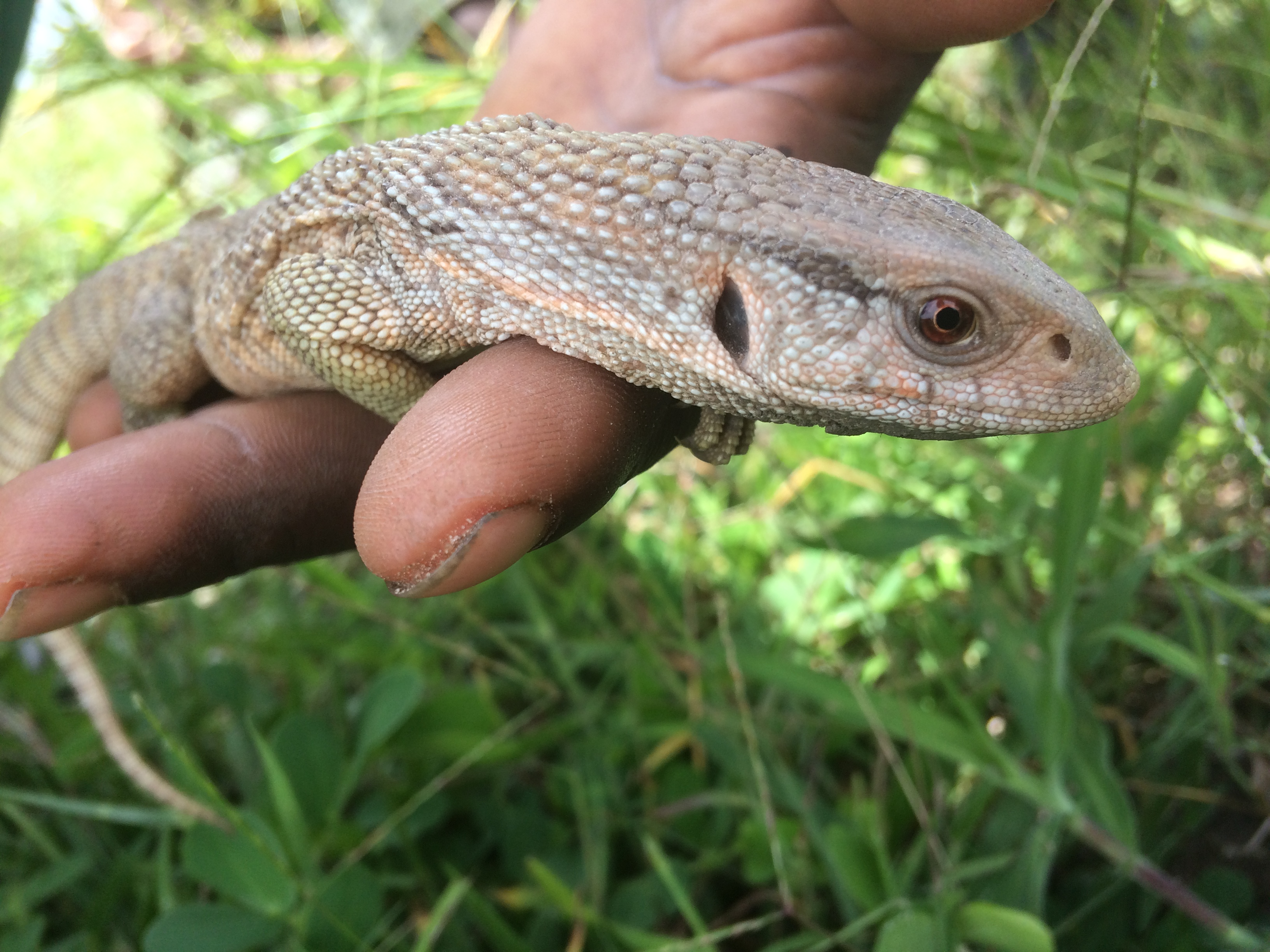
Ung vild stäppvaran

Två personer som forskat om stäppvaranen är Daniel Bennett och Mamadou Cisse.

## Bevarandestatus
Stäppvaran jagas för köttets och för hudens skull samt för några andra kroppsdelar som används i den traditionella medicinen. Enligt en uppgift från 2001 fångas varje år 100 000 vilda exemplar och säljs som sällskapsdjur. Denna varan blev därför sällsynt i några regioner. I områden som är glest befolkade av människor och i skyddszoner är stäppvaran fortfarande vanligt förekommande. IUCN listar arten som livskraftig (LC).